# Venă toracică internă

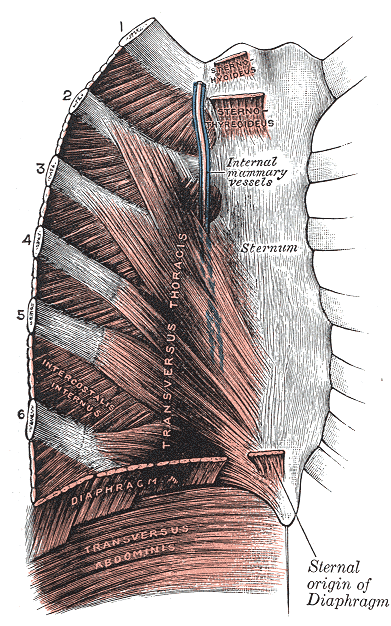
Suprafața posterioară a sternului (vena toracică internă este localizată în centru sus)

În anatomia umană, vena toracică internă (cunoscută anterior ca vena mamară internă) este un vas care drenează peretele toracic anterior și sânii.
Bilateral, apare din vena epigastrică superioară, însoțește artera toracică internă de-a lungul cursului său și se termină în vena branhiocefalică.

## Imagini suplimentare

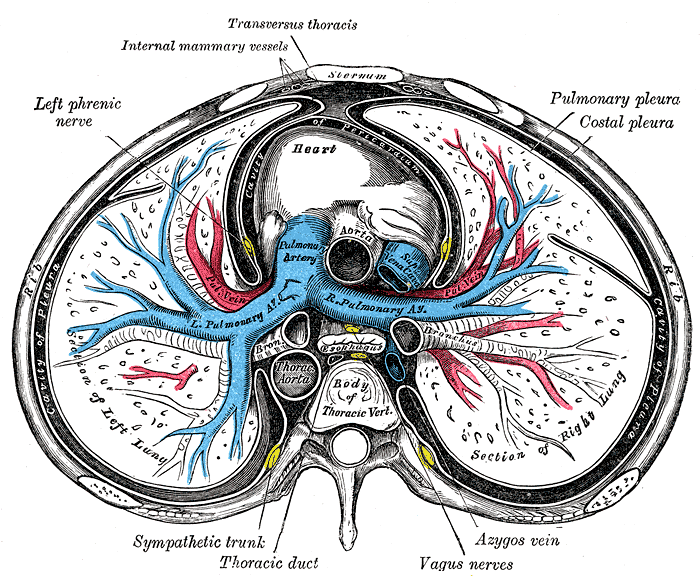
Secțiune transversală a toracelui, care prezintă relații ale arterei pulmonare.